# Richardoestesia gilmorei
Richardoestesia gilmorei es una especie y tipo del género extinto  Richardoestesia  de dinosaurio terópodo posiblemente dromeosáurido, que vivió a finales del período Cretácico superior, hace aproximadamente 76,5 a 75 millones de años, durante el Campaniense, en lo que es hoy Norteamérica. El espécimen holotipo de Richardoestesia gilmorei, NMC 343, consiste en un par de mandíbulas inferiores encontradas en el grupo superior del río Judith, que data de la época Campaniense, hace unos 75 millones de años. Las mandíbulas son delgadas y bastante largas, 193 milímetros, pero los dientes son pequeños y muy finamente aserrados con cinco a seis dentículos por milímetro. La densidad de las estrías es un rasgo distintivo de la especie. Las mandíbulas fueron encontradas en 1917 por Charles Hazelius Sternberg y sus hijos en el Parque Provincial de Dinosaurios en Alberta en el sitio de Little Sandhill Creek. En 1924, Charles Whitney Gilmore nombró a Chirostenotes pergracilis y refirió las mandíbulas a esta especie. En la década de 1980 quedó claro que Chirostenotes era un oviraptorosaurio al que las largas mandíbulas no podrían haber pertenecido. Por lo tanto, en 1990 Phillip Currie , John Keith Rigby y Robert Evan Sloan nombraron una especie separada, Richardoestesia gilmorei.
Debido a la disparidad en la ubicación y el tiempo de los muchos dientes referidos, los investigadores han puesto en duda la idea de que todos pertenecen al mismo género o especie, y es mejor considerar el género como un taxón de forma.  Un estudio comparativo de los dientes publicado en 2013 demostró que  R. gilmorei  solo estaba presente de manera definitiva en la Formación Dinosaur Park, que data de hace entre 76,5 y 75 millones de años.